# Behr (Gemüsebauunternehmen)
Die Behr AG mit Sitz in Seevetal ist ein in den Bereichen Gemüseanbau, Gemüsehandel und Logistik tätiges deutsches Unternehmen. Kunde ist im Wesentlichen der deutsche Lebensmitteleinzelhandel.
Behr baut auf rund 4000 Hektar Flächen Freilandgemüse an; davon sind 300 Hektar ökologisch bewirtschaftet.

## Geschichte
Das Unternehmen wird heute in vierter Generation von Rudolf Behr geleitet. Es hat seine Wurzeln in einem kleinen Gemüsebaubetrieb in Rosenweide, südlich von Hamburg. Bereits um 1895 wurde hier Obst und Gemüse auf 1,5 Hektar im Freiland angebaut und mit einer Schute über die Elbe auf den Hamburger Großmarkt zum Verkauf gebracht. 1983 übernahm Rudolf Behr den Betrieb von seinem Vater.
In den folgenden Jahren entwickelte sich das Unternehmen und führte auch neue Salat- und Gemüsesorten ein. In den 1970er Jahren brachte das Unternehmen den Eisbergsalat und einige Jahre später den Mini-Romanasalat auf den deutschen Markt. Heute zählt Behr zu Deutschlands größten Salatanbaubetrieben.
Das Unternehmen hat vier Standorte in Deutschland (Seevetal-Ohlendorf, Gresse, Stelle und Büttelborn) und je einen in Spanien (Balsapintada) und Polen (Gościno).

## Produkte
Die Behr AG bzw. ihre Tochtergesellschaften bauen über 60 verschiedene Gemüsekulturen an, darunter u. a. Eisbergsalat, Mini-Romanasalat, Kohlrabi, Broccoli und neue Produkte wie z. B. den Mini-Wok Choi. Wichtigstes Produkt ist der Eisbergsalat. Hiervon verkaufte das Unternehmen über 60 Mio. Köpfe im Jahr 2021.